# Eduard Vidal i Riba
Eduard Vidal i Riba, de vegades Eduar Vidal i Ribes (Barcelona, 1879 - 1968) fou un excursionista i escriptor català, que ocupà el càrrec de president del Centre Excursionista de Catalunya.
Ingressà en el Centre Excursionista de Catalunya el 1902, un cop acabats els estudis de Dret. El 1904 ingressà a la Junta directiva del CEC i en formà part durant vint-i-dos anys, ocupant-hi diversos càrrecs. Durant l'any 1935 en fou el president. Durant vint anys dirigí el Butlletí del Centre Excursionista. Va fundar la Secció d'Esports de Muntanya d'aquesta entitat i en fou el primer president. També fou president del primer "Club Muntanyenc", que després es fusionà amb "El Somatent" i "El Renaixement". Totes tres entitats constituïren l'Aplec Catalanista, del qual Vidal i Riba en fou president. El 1906 amb altres membres de l'antic aplec impulsà el segon "Club Muntanyenc". També havia estat secretari de la Unió Catalanista i de l'Orfeó Català, i vocal de l'Institut Agrícola Català de Sant Isidre.
Fou autor de diverses publicacions, com Excursions curtes. Del Foix al Tordera a la col·lecció «L'Avenç», amb diverses edicions, o Sports de Nieve (1915), tots dos amb el pseudònim V. de la Laserra. També publicà Montseny. Guia monogràfica (1912), i uns petits volums editats pel Centre Excursionista de Catalunya, sense nom d'autor, encara que tothom sabia que ell n'era l'autor. Entre aquests, cal destacar Xalets-refugis d'Ulldeter i la Renclusa, amb dues edicions, La costa i les serres de Llevant (1921), La Costa Brava (1922), La Maladeta (1923) i Les Guilleries (1924). A més també participà en diverses conferències i ponències sobre el territori i la geografia catalana.